# Hyperdimension Neptunia (игра)
Hyperdimension Neptunia (яп. 超次元ゲイム ネプテューヌ) — японская ролевая игра, разработанная Idea Factory и изданная Compile Heart. Выпущена 19 августа 2010 года в Японии. В Северной Америке и Европе изданием занималась компания Koei Tecmo на платформу Playstation 3. Это первая игра серии Hyperdimension Neptunia, продолжением игры является Hyperdimension Neptunia Mk2. События игры происходят в вымышленном мире, под названием Геймдустрия (игровая индустрия), где идёт война, известная как консольная война седьмого поколения.
Hyperdimension Neptunia Re;Birth 1 — Ремейк первой игры, для платформы Playstation Vita. Выпущена 31 октября 2013 года в Японии.

## Игровой процесс

Белое Сердце Ведёт борьбу против врага

Игра основана на истории приключений, большая часть игры будет потрачена на чтение текста на экране, как в визуальном романе. Однако игра также показывает исследование игрового мира, В игре присутствуют случайные столкновения с монстрами, сокровищницы и различные препятствия. Эти препятствия могут быть преодолены при использовании различных уникальных навыков мира, которые имеет каждый персонаж стороны Нептунии. В сражении персонажи могут перемещаться по полю битвы, выполнять атаки и использовать предметы.

## Сюжет
Игрок берет на себя роль главного протагониста Нептун, одну из четырех богинь, которая вовлечена в консольную войну. После инцидента, где Нептун была побеждена тремя богинями, она теряет сознание. После пробуждения в доме Компы, Нептуния рассказывает, что она ничего не помнит до этого. Компа думает, что Нептуния страдает от амнезии. После получения известия от Компы о том, что в лесу появились монстры, Нептуния решает пойти охотиться на них вместе с ним. Во время её первой охоты она внезапно трансформируется в форму богини Пурпурное Сердце и побеждает крупного монстра. В конечном счете два персонажа встречаются с ИФ, та объясняет, что она ищет сокровище, и Нептун приглашает ИФ вступить в их команду. После прохождения темниц, полных монстров, команда направляется в Базиликом, чтобы получить разрешение поехать в другие страны, для борьбы с ещё большим количеством врагов.

## Отзывы, награды и продажи
| Сводный рейтинг | Сводный рейтинг | Сводный рейтинг | Сводный рейтинг |
| Издание         | Оценка          | Оценка          | Оценка          |
| Издание         | PC              | PS3             | PS Vita         |
| --------------- | --------------- | --------------- | --------------- |
| GameRankings    | N/A             | 50,78 %         | 70,94 %         |
| Metacritic      | 72/100          | N/A             | 69/100          |

Игра получила смешанные отзывы. На сайте-агрегаторе Metacritic средняя оценка игры составляет 69 из 100 на основе 49 обзоров для платформы PlayStation Vita, 72 из 100 на основе 49 обзоров для платформы PC.
Летом 2018 года, благодаря уязвимости в защите Steam Web API, стало известно, что точное количество пользователей сервиса Steam, которые играли в игру хотя бы один раз, составляет 405 416 человек.